# Cadelhan d'Espon
Cadelhan de Savés (en francès Cadeillan) és un municipi francès situat al departament del Gers i a la regió d'Occitània.

## Geografia

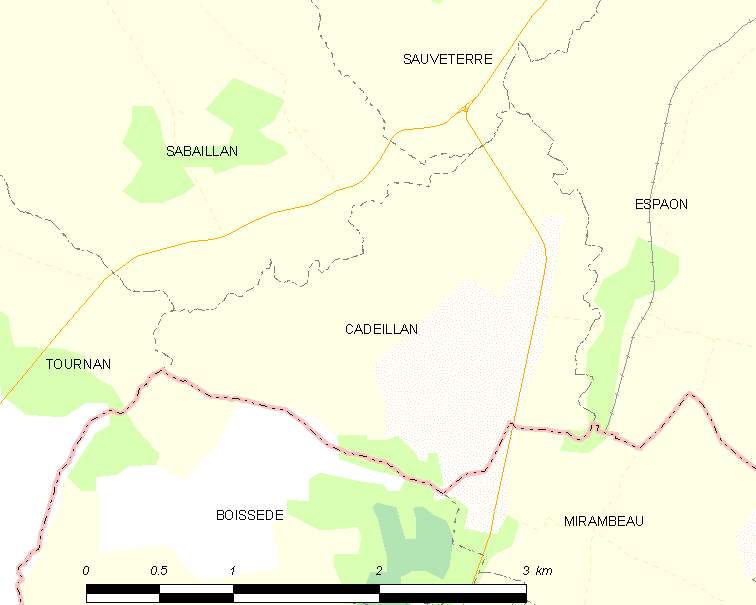
Mapa de la comuna de Cadelhan d'Espon

## Administració
| Període | Identitat     | Partit        |
| ------- | ------------- | ------------- |
| 2001-   | Bernard Braem | Divers droite |

## Demografia
| 1962                                       | 1968 | 1975 | 1982 | 1990 | 1999 | 2006 |
| ------------------------------------------ | ---- | ---- | ---- | ---- | ---- | ---- |
| 46                                         | 69   | 46   | 48   | 48   | 72   | 74   |
| Des de 1962: població sense dobles comptes |      |      |      |      |      |      |